# Boko-Songho
Boko-Songho, o Boko-Songo, es una localidad de la República del Congo, constituida administrativamente como un distrito del departamento de Bouenza, al sur del país.
En 2011, el distrito tenía una población de 12 575 habitantes, de los cuales 6 125 eran hombres y 6 450 eran mujeres.
Es la zona agrícola más fértil de la región y aquí se cultivan, con destino a los mercados de Brazzaville y Pointe-Noire, principalmente frijoles, maníes y mandiocas. También es importante la minería de cobre, plomo y cinc. En el distrito se hablan dos dialectos del kikongo: el doondo y el suundi.
Se ubica a unos 30 km al sur de la capital departamental, Madingou, sobre la carretera P11.